# Ninh Viễn
Ninh Viễn (chữ Hán giản thể: 宁远县, Hán Việt: Ninh Viễn huyện) là một huyện thuộc địa cấp thị Vĩnh Châu, tỉnh Hồ Nam, Cộng hòa Nhân dân Trung Hoa. Huyện này có diện tích 2508 km2, dân số năm 2002 là 778.000 người, trong đó dân số thành thị là 95.200 người. GDP huyện này năm 2002 là 2,27 tỷ nhân dân tệ. Huyện lỵ Ninh Viễn đóng tại trấn Thuấn Lăng. Ninh Viễn giáp Kì Dương về phía bắc, giáp Tân Điền, Gia Hòa và Lam Sơn về phía đông. Phía nam huyện này là huyện tự trị dân tộc Dao Giang Hoa, phía tây là huyện Đạo và huyện Song Bài.